# Triac-Lautrait
Triac-Lautrait – miejscowość i gmina we Francji, w regionie Nowa Akwitania, w departamencie Charente.
Według danych na rok 1990 gminę zamieszkiwało 401 osób, a gęstość zaludnienia wynosiła 63 osób/km² (wśród 1467 gmin regionu Poitou-Charentes Triac-Lautrait plasuje się na 626. miejscu pod względem liczby ludności, natomiast pod względem powierzchni na miejscu 1016.).